# Annals of the New York Academy of Sciences
Annals of the New York Academy of Sciences (abreviado Ann. New York Acad. Sci.) es una revista ilustrada con descripciones botánicas que es editada por la Academia de Ciencias de Nueva York en los Estados Unidos. Se publica desde 1823.

## Resumen e indexación
La revista está resumida e indexada en:
- OneFile académico
- Academic Search
- Vistas previas de BIOSIS
- BIOSIS revisa informes y reuniones
- Resúmenes de CAB
- Chemical Abstracts Service
- química
- CINAH
- Índice Philosophicus de Dietrich
- embase
- Referencia geográfica
- Salud mundial
- Índex Medicus / MEDLINE / PubMed
- inspeccionar
- Bibliografía Internacional de Literatura Periódica [1]
- MathSciNet
- El índice del filósofo
- Índice de citas científicas
- Scopus
- Boletín de Enfermedades Tropicales
- MATEMÁTICAS Zentralblatt
- Registro Zoológico